# Urville (Manche)
Urville település Franciaországban, Manche megyében. Lakosainak száma 196 fő (2022. január 1.). Urville Colomby, Hautteville-Bocage, Orglandes, Le Ham, Hémevez és Flottemanville községekkel határos.

## Népesség
A település népessége az elmúlt években az alábbi módon változott:
| Lakosok száma | 192  | 186  | 213  | 189  | 201  | 204  | 210  | 209  | 208  | 196  |
|               | 1968 | 1982 | 1990 | 2006 | 2013 | 2015 | 2017 | 2019 | 2020 | 2022 |